# オンパク
オンパクは、温泉街において行われる温泉を中心としたイベントの名称。オンパクは温泉泊覧会の略称である。

## 概要
地域の人と場所の魅力を体験するイベント。
最初のオンパクは、2001年にインパク連動の現実イベント別府八湯温泉泊覧会（略称：オンパク）として別府温泉にて開催された。
当初はオンパクを名乗るイベントは別府市のみで開催されていた。オンパク的手法による地域活性化を試みる地域へ、別府での主催NPO法人（NPO法人ハットウ・オンパク）がノウハウ提供を行ったことで、開催地が増加している。
現在では温泉地以外の地域でも、開催および開催準備が全国10箇所以上で進められている。
以下が開催地であるが、鹿教湯温泉や長崎市などオンパクの名称は用いていない地域もある。
- 別府市（大分県|別府八湯) （オンパク発祥の地、別府八湯温泉泊覧会,別府八湯温泉泊覧会）
- 函館市 （北海道|湯の川温泉)（はこだて湯の川オンパク）
- いわき市（福島県|いわき湯本温泉)（いわきフラオンパク）
- 諏訪湖周辺（長野県)（信州諏訪温泉泊覧会ズーラ）
- 能登半島・七尾市（石川県)（能登旨美オンパクうまみん）
- 総社市（岡山県)（みちくさ小道）
- 久留米市（福岡県)（久留米ほとめきまち旅博覧会）
- 都城市（宮崎県)（盆地博覧会ボンパク）
- 鹿教湯温泉（長野県) （里山のパッセジャータ）
- 長崎市（長崎県)　（さるく博・さるくフェスタ)
- 熱海市（静岡県) （オンたま（熱海温泉玉手箱））
- 沖縄市（沖縄県) （チャンパク（沖縄チャンプルー博覧会））
- 岐阜市（岐阜県|長良川温泉)（長良川おんぱく,長良川おんぱく（長良川温泉泊覧会））
- 御坊市（和歌山県) （御博）
- 飛騨市（岐阜県)（飛騨みんぱく（飛騨みんなの博覧会））
- 裾野市（静岡県)（すそのおんぱく（裾野温故知新博覧会））
- 藤枝市（静岡県)（藤枝おんぱく（藤枝温故知新博覧会））
- 湖西市（静岡県)（浜名湖おんぱく（浜名湖温故知新博覧会））
- 静岡市（静岡県)（駿河 東海道おんぱく（駿河 東海道 温故知新博覧会））
- 焼津市（静岡県)（焼津おんぱく（焼津温故知新博覧会））
- 菊川市（静岡県)（きくがわおんぱく（きくがわおんぱく　音と緑の博覧会））
- 桑名市（三重県)（桑名ほんぱく（桑名本物力博覧会））
- 日進市（愛知県)（ぐるぐるNISSHIN まちミル博覧会）
- 東近江市（滋賀県)（東近江ちいさなたびいち）